# Tombstone Territorial Park
Der Tombstone Territorial Park ist ein 2200 km² großer Provinzpark in den Ogilvie Mountains im kanadischen Territorium Yukon und damit der zweitgrößte der Territorial Parks im Yukon.
Bei dem Park handelt es sich um ein Schutzgebiet der IUCN-Kategorie II (Nationalpark).

## Anlage
Der Park liegt rund 110 km nordöstlich von Dawson. Der Dempster Highway von Dawson nach Inuvik teilt den Park dabei in jeweils einen Teil östlich und westlich der Straße. Der Teil westlich des Highways ist dabei etwa dreimal so groß wie der Teil östlich. Am Highway liegt auch das Tombstone Interpretive Centre, ein Besucher- und Informationszentrum. Namensgebend für den Park ist der 2196 m hohe Tombstone Mountain, der im westlichen Teil des Schutzgebiets liegt.

## Geschichte
Die Tr’ondek Hwech’in und andere Völker der First Nations sind seit mindestens 8000 Jahren in der Region anwesend. Über 78 archäologische Fundstätten geben Zeugnis von einer kontinuierlichen Nutzung der Region durch die indianischen Völker Kanadas.

## Flora und Fauna

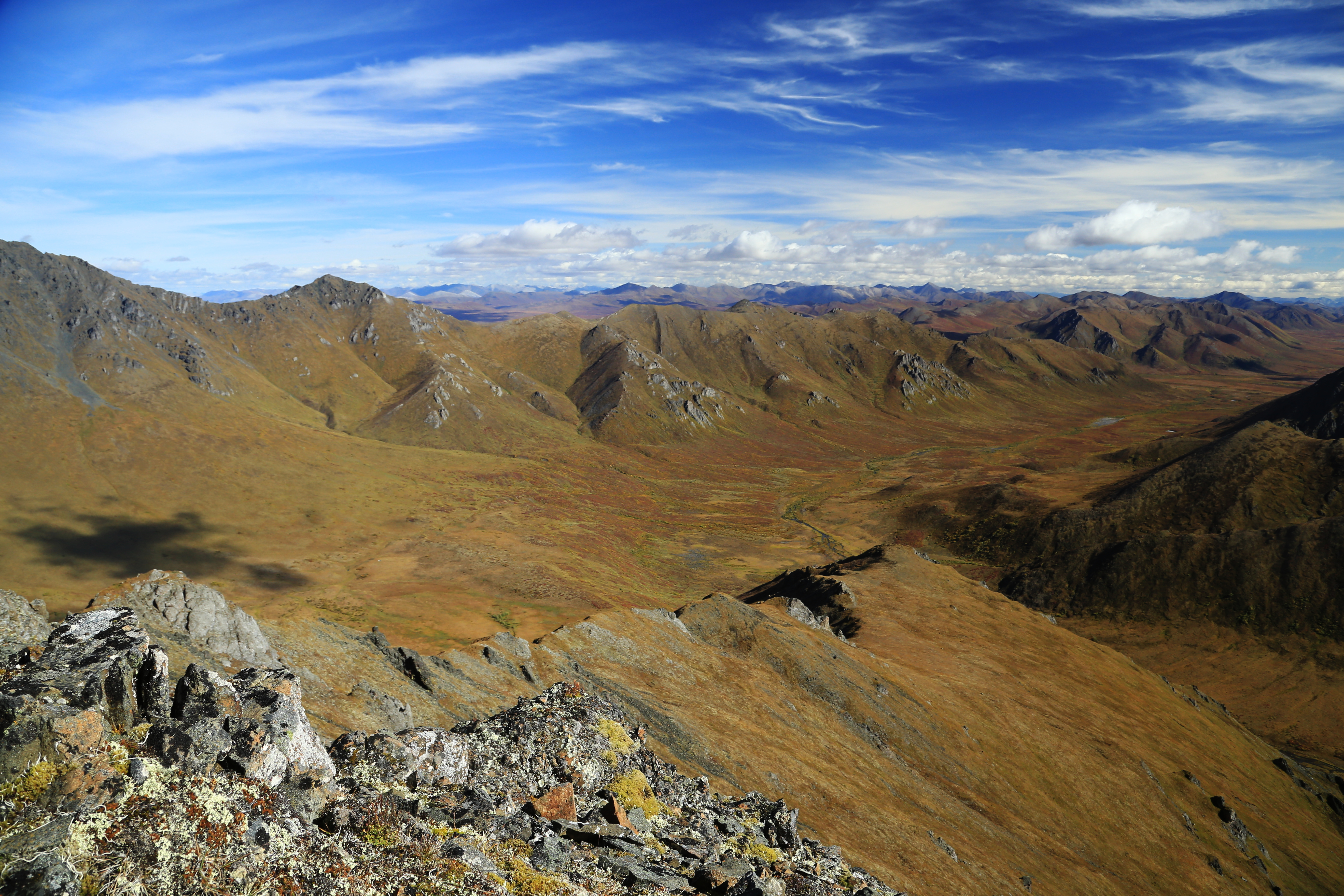
Nördlicher Teil des Parks

Die Landschaft des Territorial Parks ist gekennzeichnet von Permafrostboden mit Pingos und Palsas sowie breiten, weitläufigen, von Tundra bewachsenen Tälern. Die kalte Luft vom Polarmeer hat eine Ausbreitung arktischer Tundra bis in die nördlichen Ausläufer des Parks begünstigt. Dort sind Vegetationsformen wie sonst nur in deutlich nördlicheren Breiten zu finden. Die Täler des Klondike und des Chandindu Rivers im Süden des Parks sind von borealen Wäldern bewachsen. Das Vorhandensein vieler unterschiedlicher Gesteinsformen und Mineralien hat zu Böden geführt, die eine vielfältige Pflanzenwelt hervorgebracht haben.
Die Karibu-Herde Porcupine überwintert in der Region, die Herde Hart River hält sich ganzjährig dort auf. Neben Elchen und Dall-Schafen leben auch Grizzly- und Schwarzbären sowie 137 Vogelarten, darunter Gerfalke und Steinadler, im Schutzgebiet.